# 若山富三郎
若山富三郎（1929年9月1日—1992年4月2日）原名奥村勝，又名城健三朗，日本著名演員、歌手暨電視劇導演，代表作為於1970年代的《帶子狼》的拜一刀角色。因為急性心衰竭而逝世；其弟為演員勝新太郎（原名奥村利夫）。

## 主要電影作品
- 明治天皇與日俄戰爭（1957年）
- 續座頭市物語（1962年）
- 忍者（1962年）
- 新選組始末記（1963年）
- 忍者續集（1963年）
- 妖僧（1963年）
- 眠狂四郎殺法帖（1963年）
- 座頭市千兩首（1964年）
- 忍者 霧隱才藏（1964年）
- 眠狂四郎女妖劍（1964年）
- 帶子狼 出租孩子與武藝（1972年）
- 帶子狼 三途川的嬰兒車（1972年）
- 帶子狼 吹向嬰兒車的死亡之風（1972年）
- 帶子狼 愛子之心（1972年）
- 帶子狼 冥府魔道（1973年）
- 帶子狼 走向地獄！大五郎 （1974年）
- 衝動殺人，兒子啊! （1979年）
- 魔界轉生（1981年）
- 大日本帝國（1982年）
- 小說吉田學校（1983年）
- 黑雨（1989年）

## 外部連結
- 若山富三郎 （页面存档备份，存于）（日語）